# Petershausen
Petershausen ist eine Gemeinde und ein Pfarrdorf im oberbayerischen Landkreis Dachau.

## Lage
Petershausen liegt etwa 36 km nördlich von München im Tal der Glonn mit ausgedehnten Flussauen, die von Wirtschafts- und Wanderwegen durchzogen sind. Die Glonn quert das Gemeindegebiet von West nach Ost.
Angrenzende Gemeinden sind:
| Jetzendorf (Landkreis Pfaffenhofen) | Reichertshausen (Landkreis Pfaffenhofen) |                                    |
| Weichs                              | Kompass                                  | Hohenkammer (Landkreis Freising)   |
|                                     | Vierkirchen                              | Fahrenzhausen (Landkreis Freising) |

### Gemeindegliederung

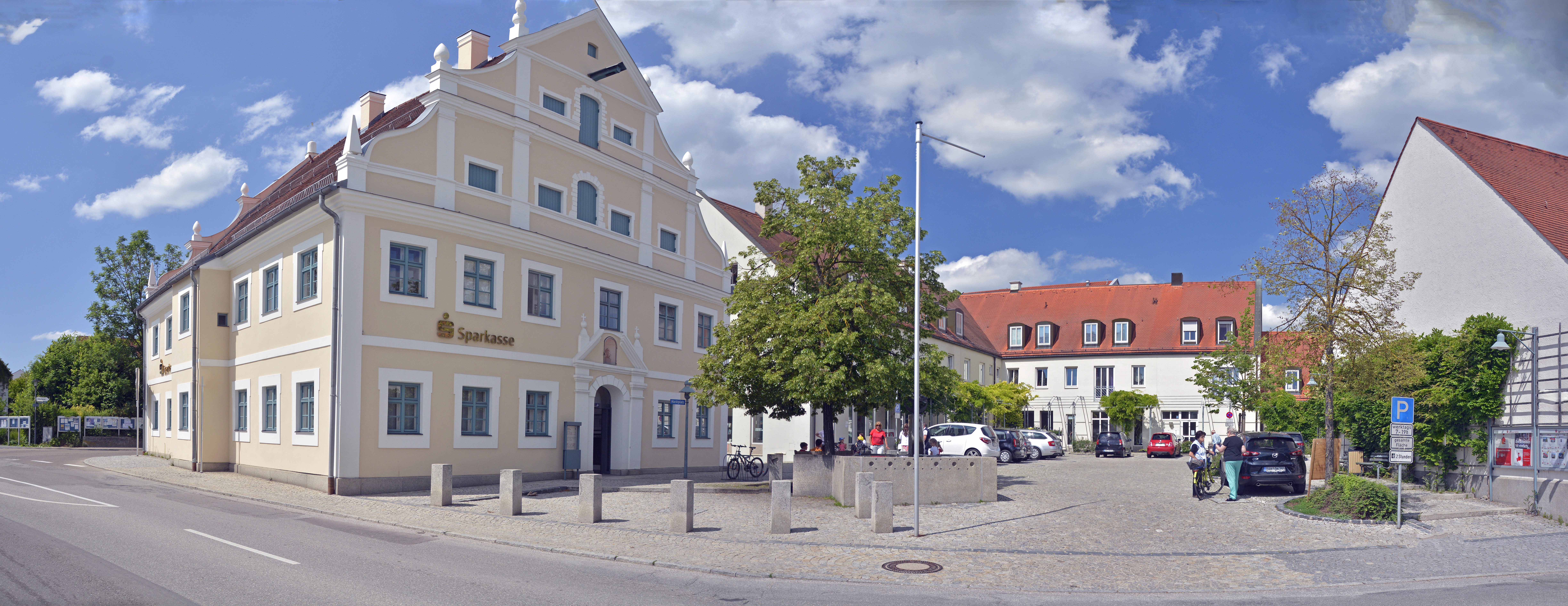
Ehem. Gasthof Pertrichhof in Petershausen und Marktplatz

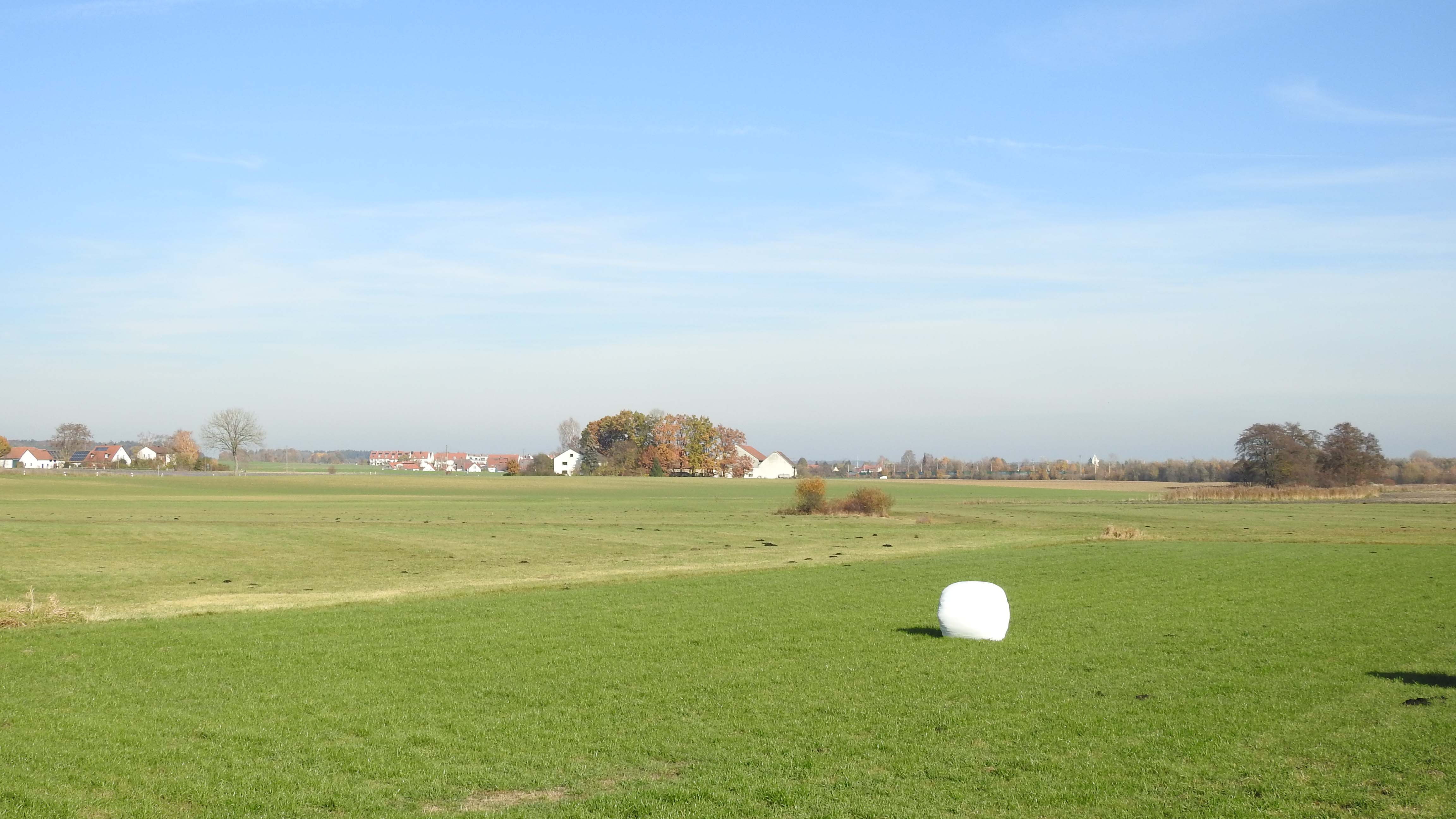
Petershausen von Südwesten

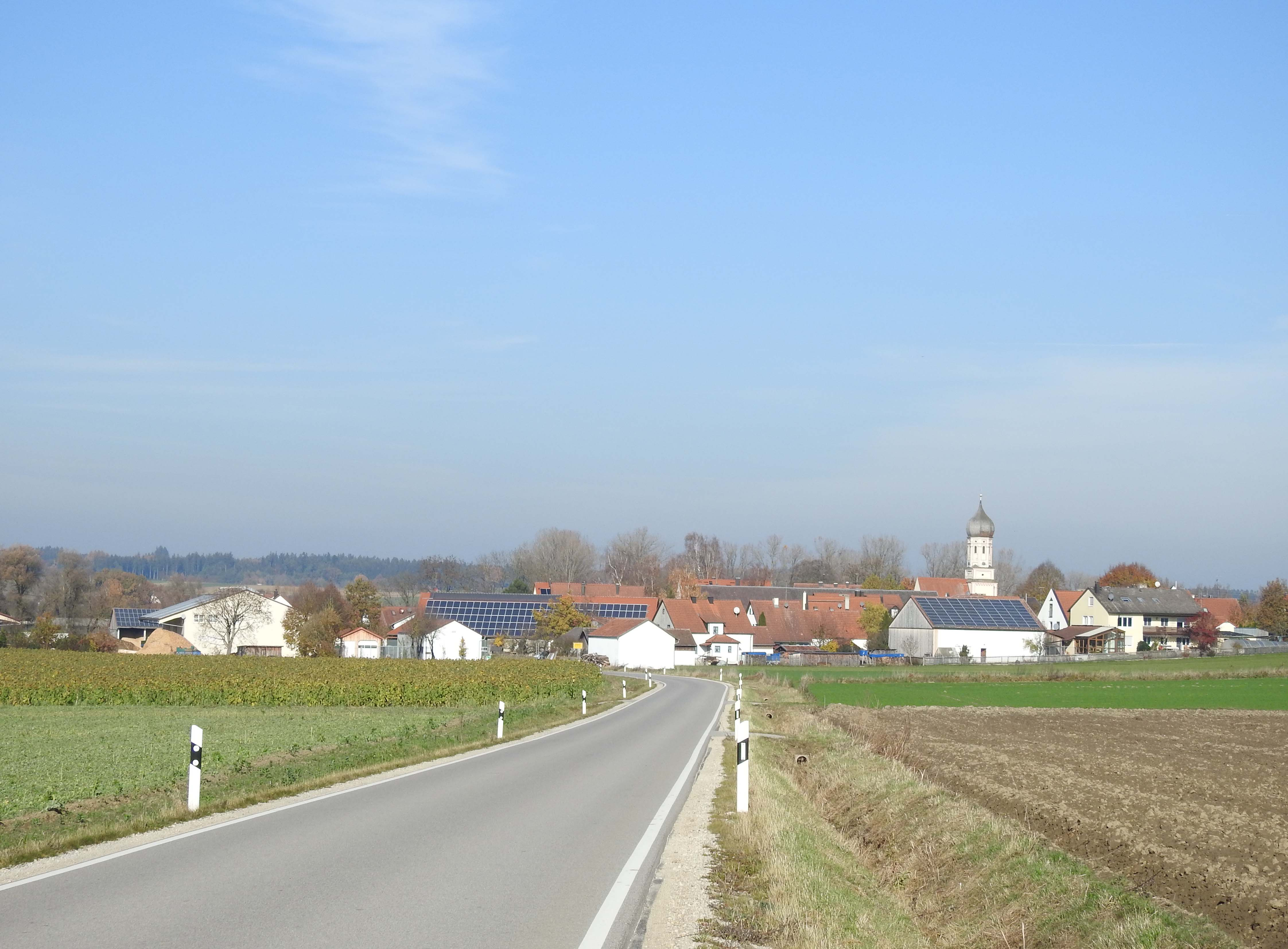
Asbach von Süden

Die Gemeinde hat 19 Gemeindeteile (in Klammern ist der Siedlungstyp angegeben):
- Asbach (Pfarrdorf)
- Berghanerl (Einöde)
- Freymann (Einöde)
- Glonnbercha (Kirchdorf)
- Göppertshausen (Weiler)
- Höckhof (Einöde)
- Kollbach (Pfarrdorf)
- Lindach (Einöde)
- Mittermarbach (Kirchdorf)
- Mühldorf (Weiler)
- Oberhausen (Dorf)
- Obermarbach (Pfarrdorf)
- Petershausen (Pfarrdorf)
- Piflitz (Weiler)
- Sollern (Dorf)
- Speckhof (Einöde)
- Wasenhof (Einöde)
- Weißling (Kirchdorf)
- Ziegelberg (Dorf)

## Geschichte
Von 1600 bis 1350 v. Chr. wurden auf einem Hügel in Kollbach 10 Grabhügel angelegt, weitere 18 westlich von Obermarbach.
Das Gebiet der heutigen Gemeinde ist seit tausenden von Jahren von Menschen bewohnt. Den Kelten, vom Stamme der Vindelicier, folgten um die Zeitwende für rund 400 Jahre die Römer und diesen die Bajuwaren.
150 bis 180 n. Chr. wurde die Römerstraße Augsburg-Salzburg errichtet, die durch das Gemeindegebiet verlief. Teile dieser wichtigen West-Ost-Verbindung bilden später den Altbaierischen Oxenweg.
Um das Jahr 815 wurde Glonnbercha urkundlich erwähnt. Weitere Gemeindeteile wurden im 11. Jahrhundert erwähnt. Der Ortsname Petershausen wurde Im Jahr 1116 erstmals genannt. Der Pertrichhof im Zentrum entstand um 1500 als Taverne. Seit 1755 gab es in Petershausen eine Schule.
Die Herstellung der gemeindlichen Selbstverwaltung erfolgte über das Zweite Gemeindeedikt im Königreich Bayern vom 17. Mai 1818.
Im Jahre 1867 wurde die Bahnlinie München – Ingolstadt gebaut, an der der Bahnhof Petershausen liegt.

### Eingemeindungen
Im Zuge der Gebietsreform in Bayern wurde zum 1. Januar 1972 die Gemeinde Obermarbach eingegliedert. Am 1. Mai 1978 folgten die Gemeinde Kollbach und der nordöstliche Teil der Gemeinde Asbach mit dem gleichnamigen Gemeindeteil. Das südwestliche Gemeindegebiet von Asbach mit dem Gemeindeteil Ebersbach wurde in die Gemeinde Weichs eingegliedert. 1984 wurde der Gemeindeteil Weißling aus der Gemeinde Fahrenzhausen im Landkreises Freising nach Petershausen umgegliedert.

### Einwohnerentwicklung
Zwischen 1988 und 2018 wuchs die Gemeinde von 4481 auf 6551 um 2070 Einwohner bzw. um 46,2 %.

## Politik

### Gemeinderat
Der Gemeinderat der Wahlperiode 2020–2026 besteht aus 20 Mitgliedern mit den Fraktionen Freie Wähler (6 Sitze), CSU (6 Sitze), Bündnis 90/Die Grünen (3 Sitze), SPD (3 Sitze), ÜBP (1 Sitz) und FDP (1 Sitz).
Die Gremien der Gemeinde sind der Gemeinderat, der Haupt- und Finanzausschuss, der Bau- und Umweltausschuss, der Sozialausschuss, der Rechnungsprüfungsausschuss und das Vergabegremium Bürgerstiftung.

### Bürgermeister
Erster Bürgermeister ist seit 1. Mai 2014 Marcel Fath von den Freien Wählern Petershausen, er wurde im März 2014 mit 54,0 % der Stimmen gewählt und im März 2020 mit 61,1 % wiedergewählt.

### Gemeindefinanzen
Angaben für die Jahre 2005 bis 2009 und 2017 (in Tausend Euro)
| Merkmal                   | 2005  | 2006  | 2007  | 2008  | 2009  |        | 2017 |
| ------------------------- | ----- | ----- | ----- | ----- | ----- | ------ | ---- |
| Bruttoausgaben            | 6.775 | 7.051 | 7.677 | 8.197 | 9.977 | 21.091 |      |
| Gemeindesteuereinnahmen   | 3.598 | 4.169 | 4.937 | 5.171 | 4.552 | 7.917  |      |
| Verschuldung je Einwohner | 1,202 | 0,871 | 0,734 | 0,951 | 0,874 | 1,402  |      |

### Wappen
| Wappen von Petershausen | Blasonierung: „Schräglinks geteilt von Silber und Schwarz; oben ein schräglinks gestellter blauer Fisch, unten ein goldener Pflug.“ |
| Wappen von Petershausen | Wappenbegründung: Der goldene Pflug unterstreicht die landwirtschaftliche Prägung des Gemeindegebiets. Die Tingierung spielt auf das herrschaftsgeschichtliche Nebeneinander von Herzogtum Bayern (Weiß-Blau) und Hochstift Freising (Gold-Schwarz) an. Der Fisch symbolisiert zugleich die Lage der Gemeinde an der Glonn und als Attribut des heiligen Ulrich das Patrozinium der Filialkirche im Gemeindeteil Mühldorf. Das Wappen wird seit 1970 geführt. |

### Gemeindepartnerschaften
- Frankreich: Seit 1968 existiert eine Partnerschaft mit der französischen Gemeinde Varennes-en-Argonne. Mit dieser findet jährlich ein Jugendaustausch statt, der von einer Gruppe jugendlicher Gemeindemitglieder organisiert wird.[13]

## Sehenswürdigkeiten

### Bauwerke
- Pertrichhof, im Ortskern von Petershausen: Der ansehnliche Barockbau beherbergt heute die Sparkasse und ist als Baudenkmal Nr. D-1-74-136-2 geschützt. Auf dem Vorplatz findet in der Sommersaison freitags ein Wochenmarkt statt.
- Katholische Pfarrkirche St. Laurentius: Errichtet um 1315, Hochaltar 1680, Rokoko-Gestalt seit 1750.
- Frauenkirche in Kollbach: Entstanden um 1288, zunächst gotisch-romanisch, um 1705 barockisiert.
- St. Martin in Kollbach: Pfarrkirche
- Ulrichskirche in Mühldorf (zwischen Petershausen und Hohenkammer): Gotische Kirche, die um 1480 entstand. 1657 kam ein stattlicher Hochaltar des Münchner Bildhauers Konstantin Paderim hinzu.
- Herz-Jesu-Kapelle: Um 1724 an der Glonnbrücke als Wallfahrtskapelle errichtet.
- Notburga-Kapelle in Weißling: 1748 zunächst als Holzbau entstanden, Steinbau seit 1768. An den Wänden hängt noch ein Teil der hundert Votivbilder, die wegen Viehkrankheiten entstanden.
- Katholische Pfarrkirche St. Peter und Paul in Asbach
- Burgstall Kollbach (archäologischer Ort, nur noch als Hügel erhalten).

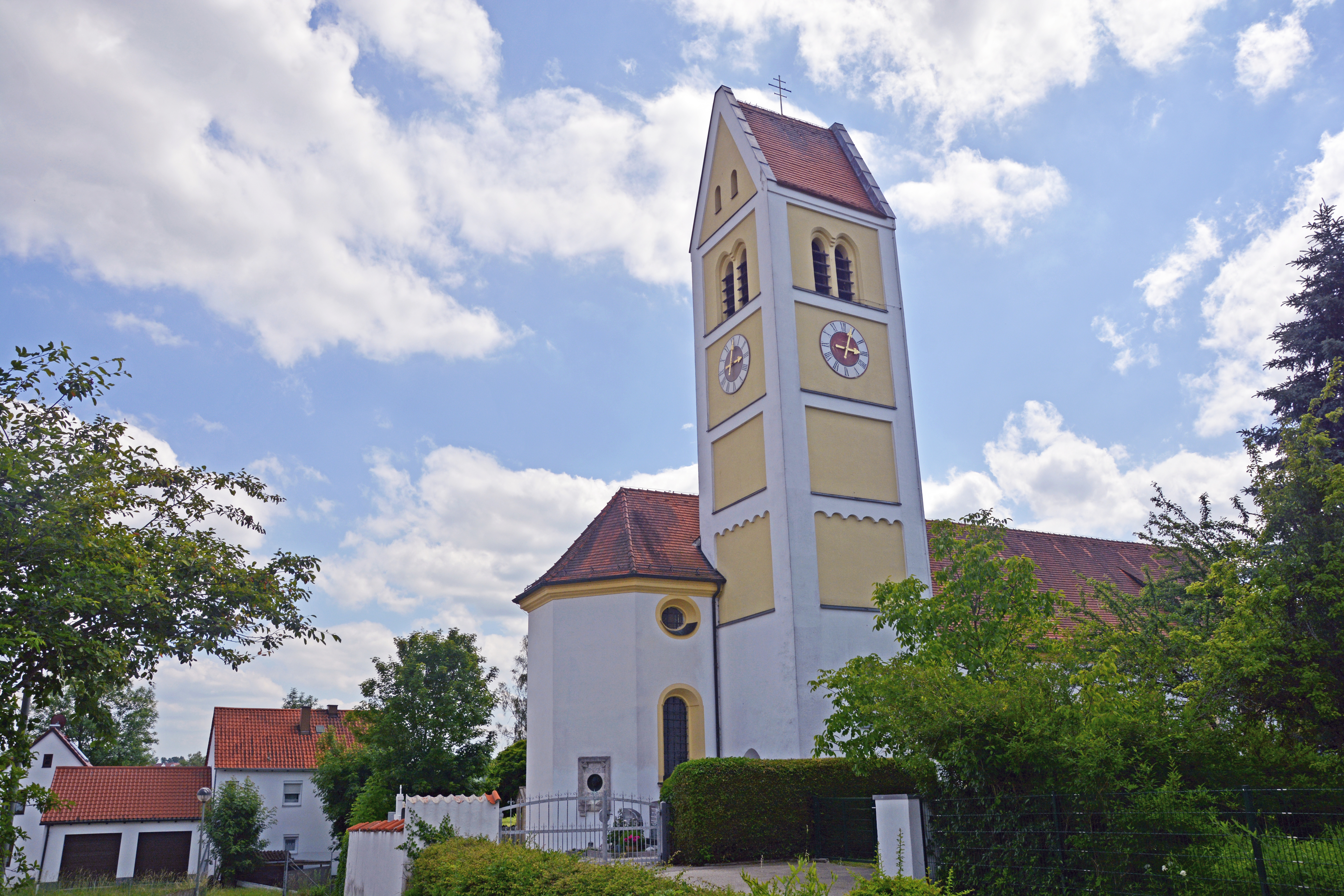
Pfarrkirche St. Laurentius
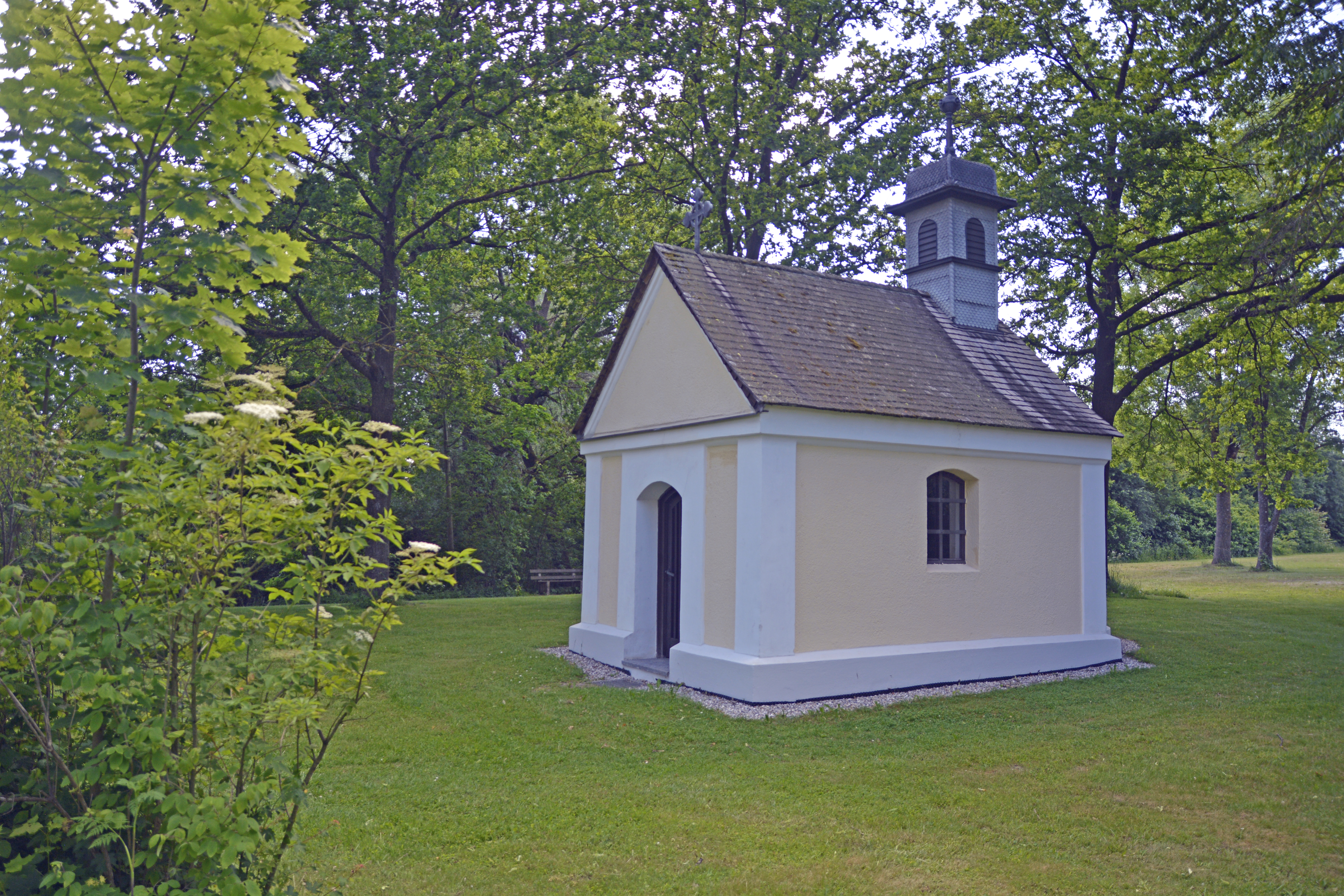
Herz-Jesu-Kapelle in Petershausen
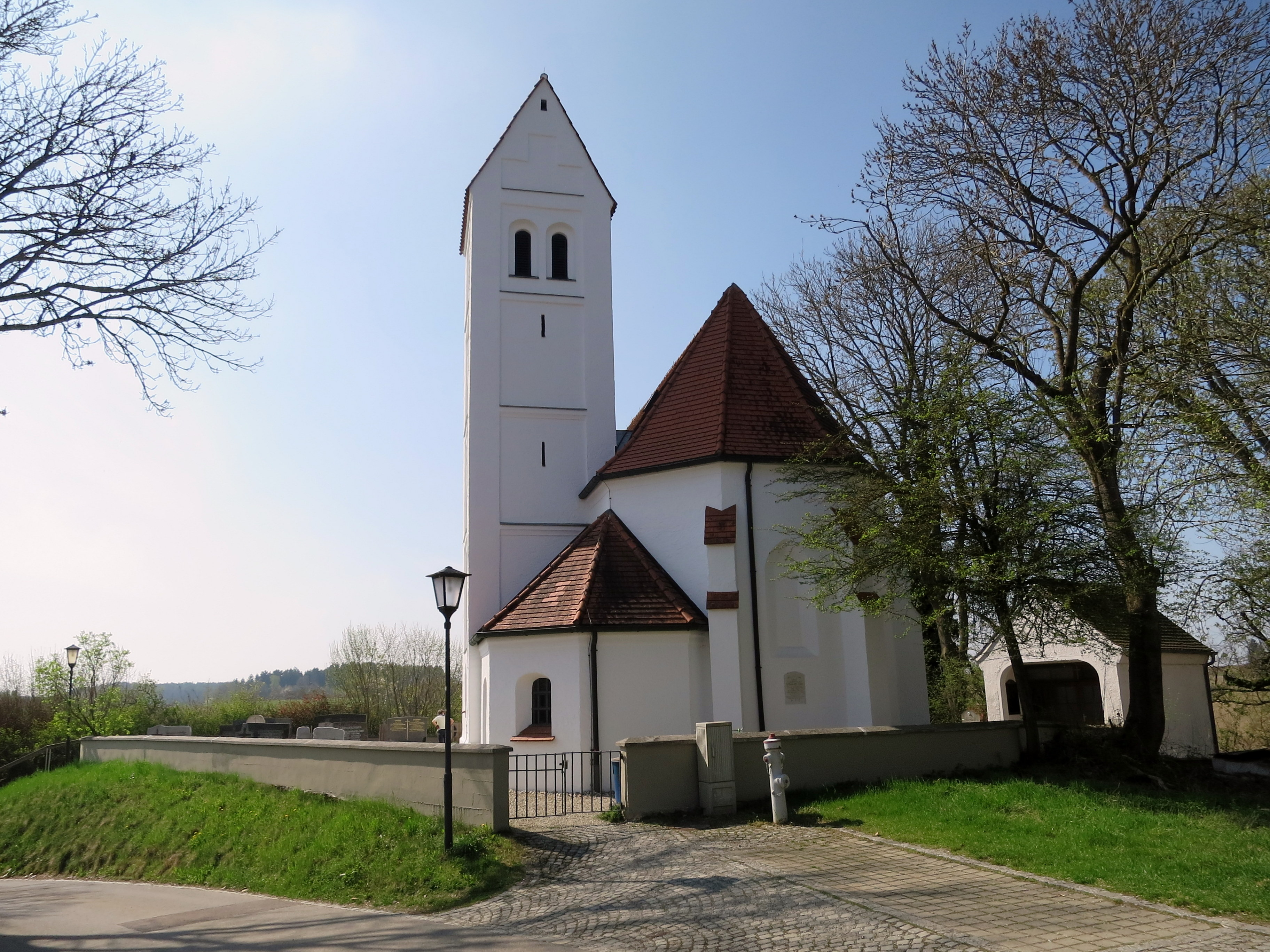
St. Vitus in Obermarbach
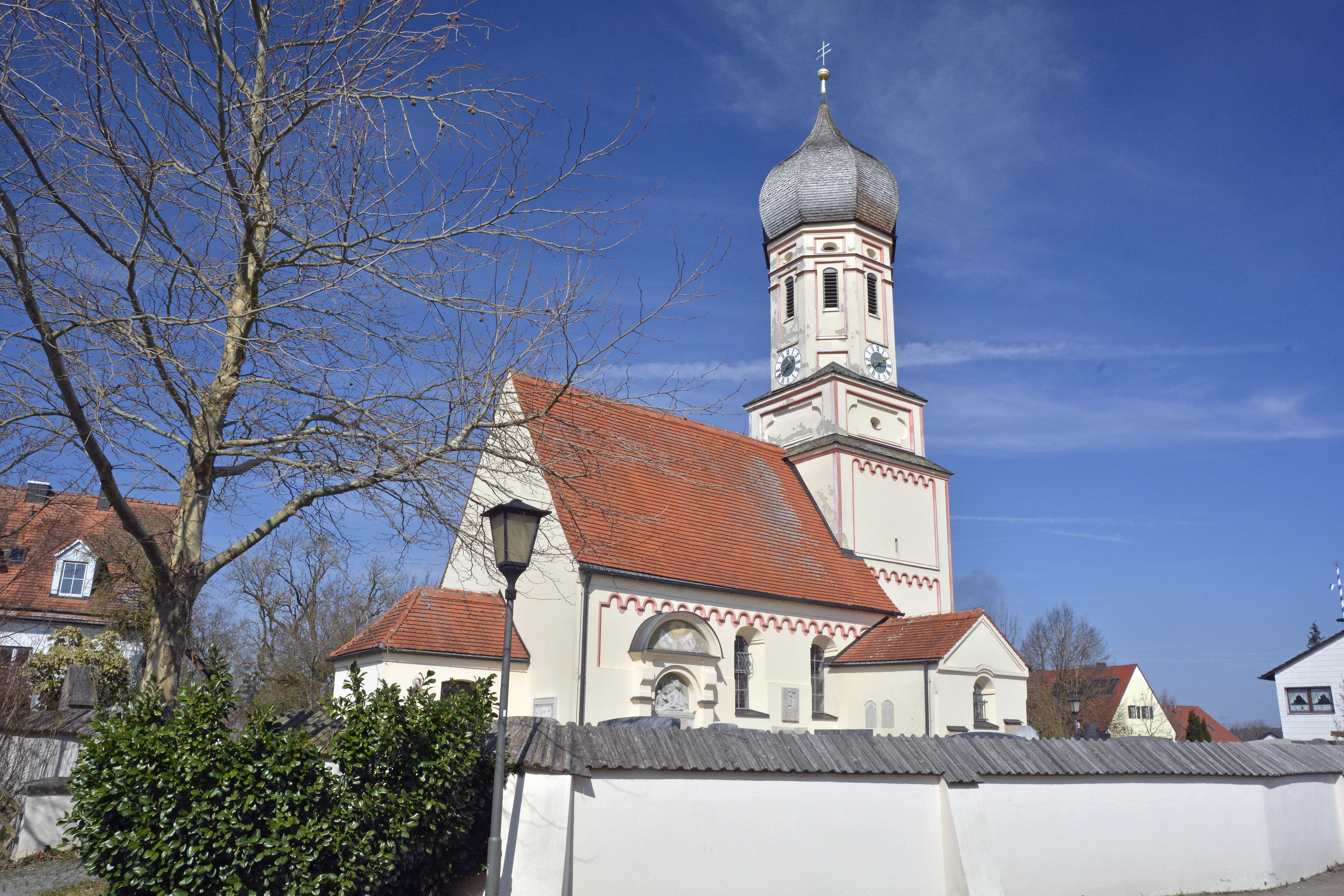
Pfarrkirche St. Peter und Paul, Asbach
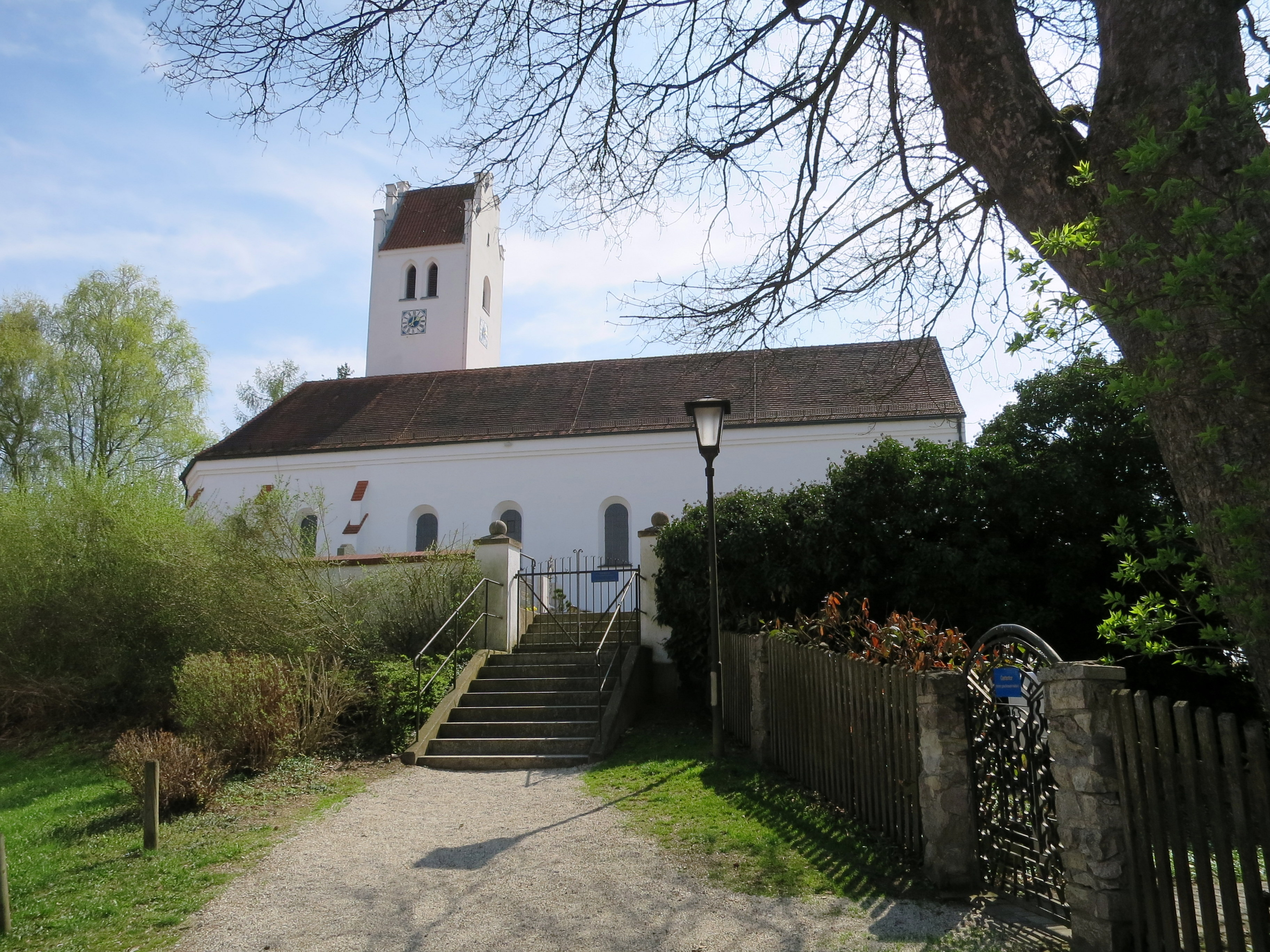
Kirche St. Martin in Kollbach
Ev.-Luth. Kirche Kemmoden-Petershausen
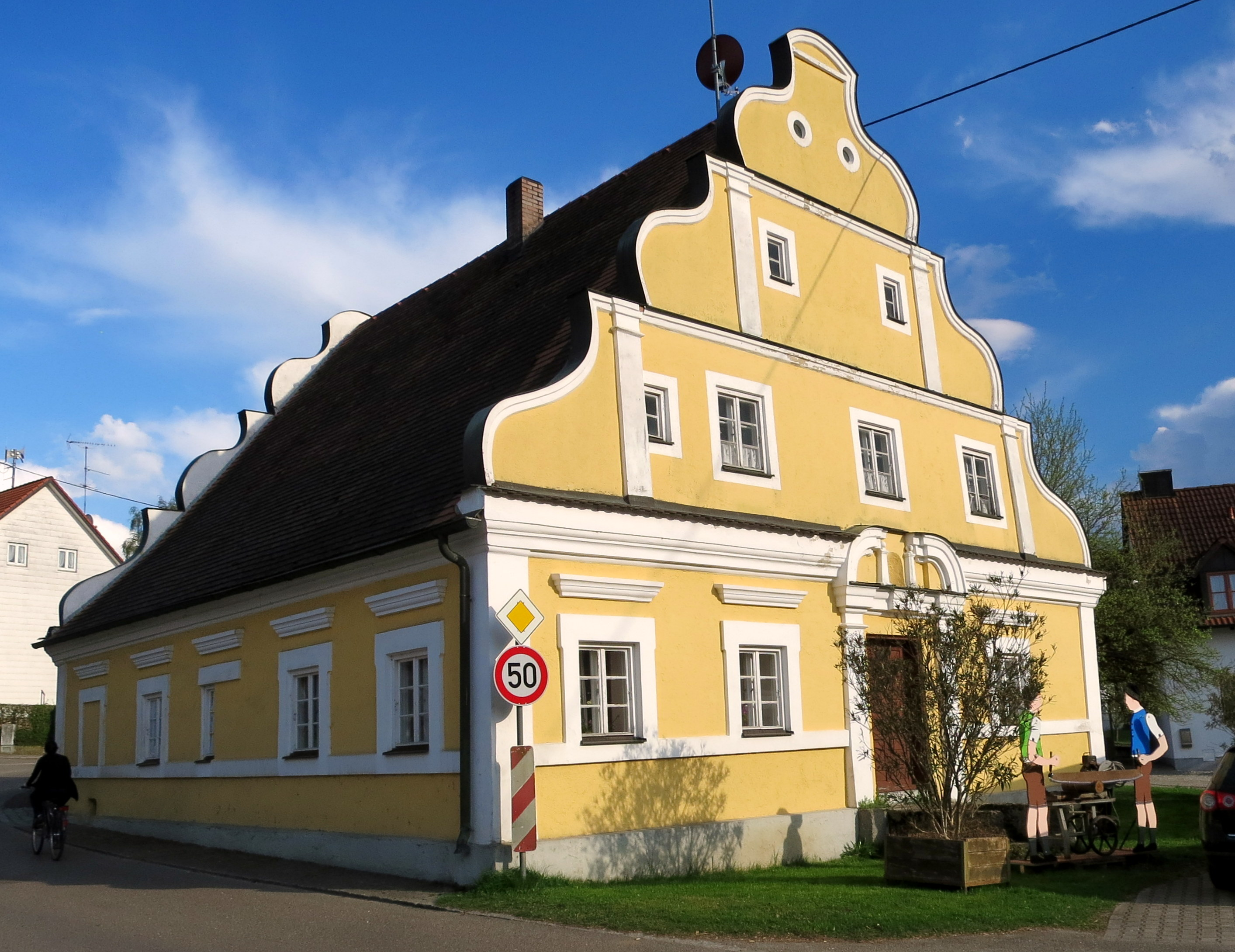
Barockbau in Asbach (ehemals Teil der Mühle in Asbach)

### Naturdenkmäler
- Tausendjährige Hohle Linde in Obermarbach: Nördlich der Kirche steht eine uralte Linde mit mittlerweile acht Meter Stamm-Umfang, die schon zahlreiche Blitzeinschläge überlebte.
- Weitere Naturdenkmäler: Liste der Naturdenkmäler im Landkreis Dachau#Petershausen

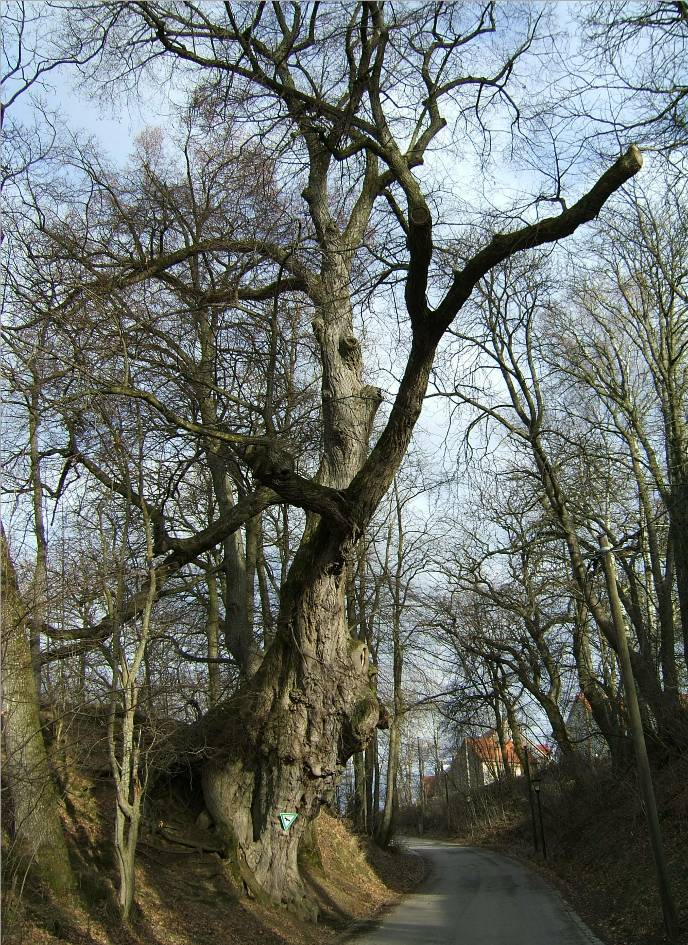
Hohle Linde in Obermarbach (Westansicht)
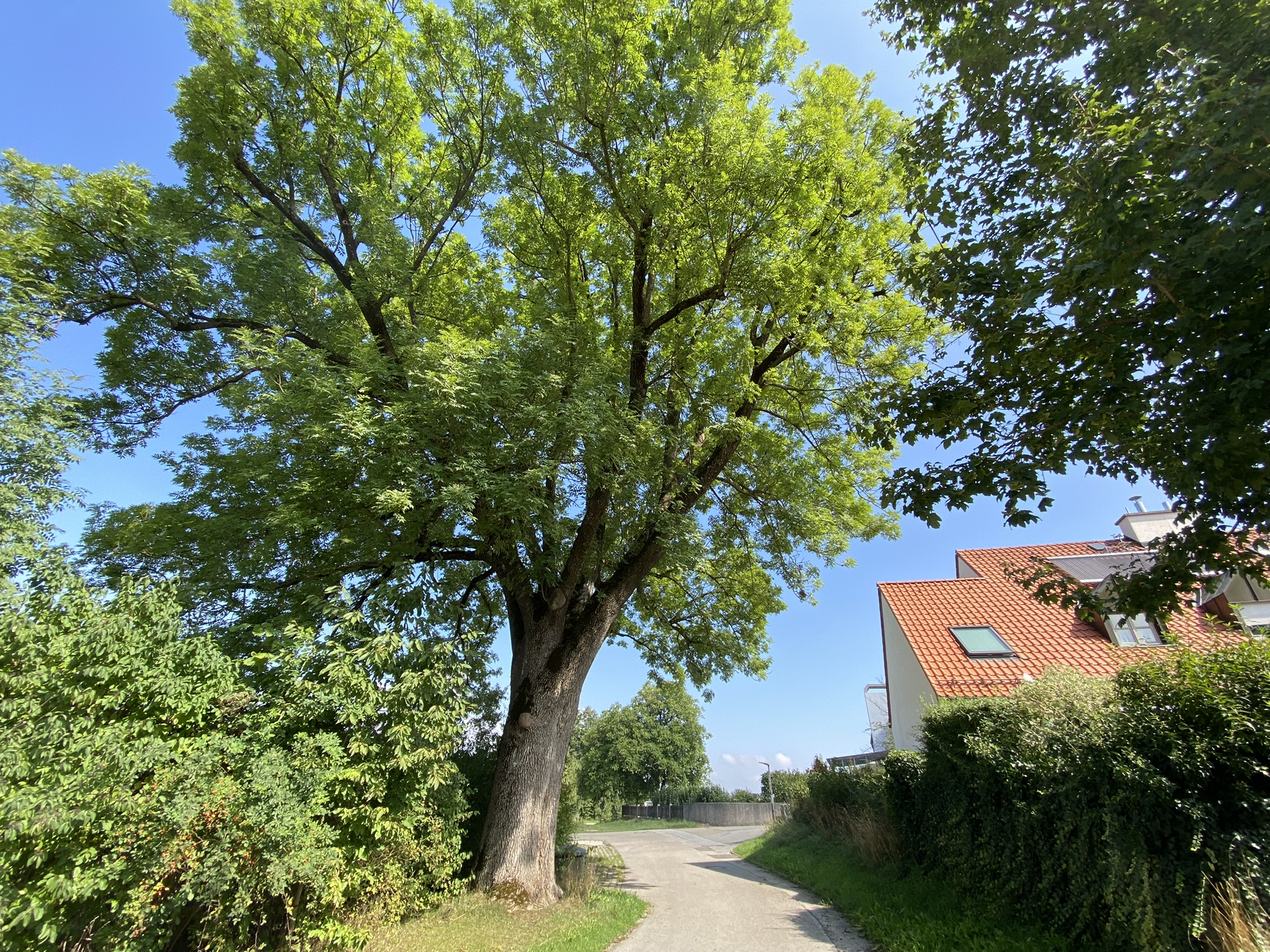
Etwa 170 Jahre alte Esche in Petershausen

### Natur und Landschaft
Durch die reizvolle Landschaft rund um Petershausen führen 7 ausgeschilderte Wanderwege zwischen 8 und 13 km. Entlang der Glonn gibt es im Landschaftsschutzgebiet Radwege. Zudem kann man dem Altbaierischen Oxenweg folgen. In Kollbach gibt es einen Waldlehrpfad. Sehenswert ist der Hochzeitsplatz in Obermarbach.
Denkmal und Aussichtspunkt an der Straße zwischen Kollbach und Asbach: Runde Steinsäule mit Durchseh-Löchern, die mit den von dort aus sichtbaren Orten beschriftet sind. Die Säule wurde der Gemeinde für deren Leistungen bei der ländlichen Entwicklung als Bayerischer Staatspreis 1993/1994 verliehen.

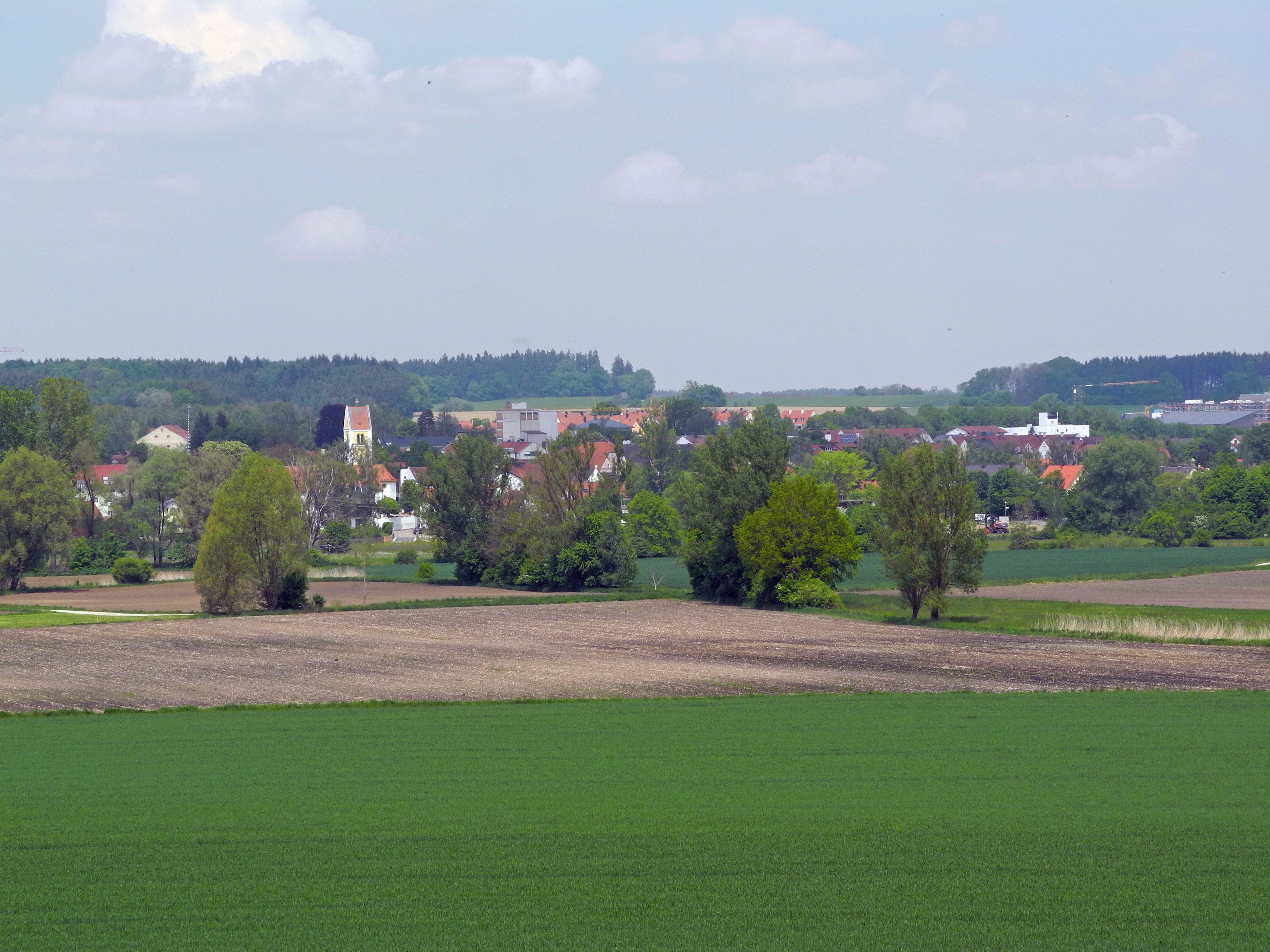
Petershausen im Glonntal (Ansicht von Süden)
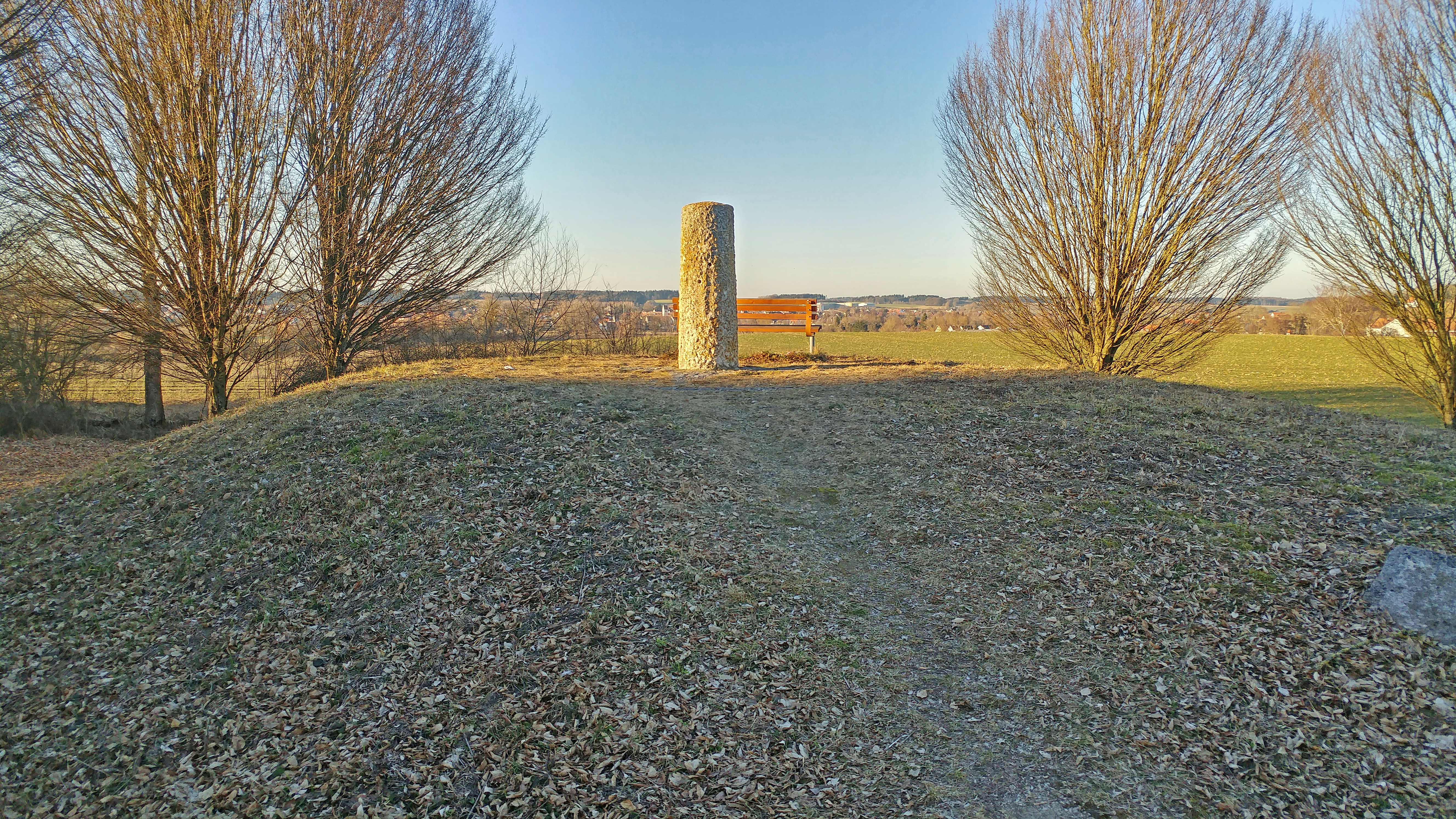
Denkmal in Kollbach

## Wirtschaft und Infrastruktur

### Verkehr
Petershausen liegt etwa 10 km von der Autobahnanschlussstelle Allershausen der A 9 und fünf Kilometer von der Bundesstraße 13 entfernt.

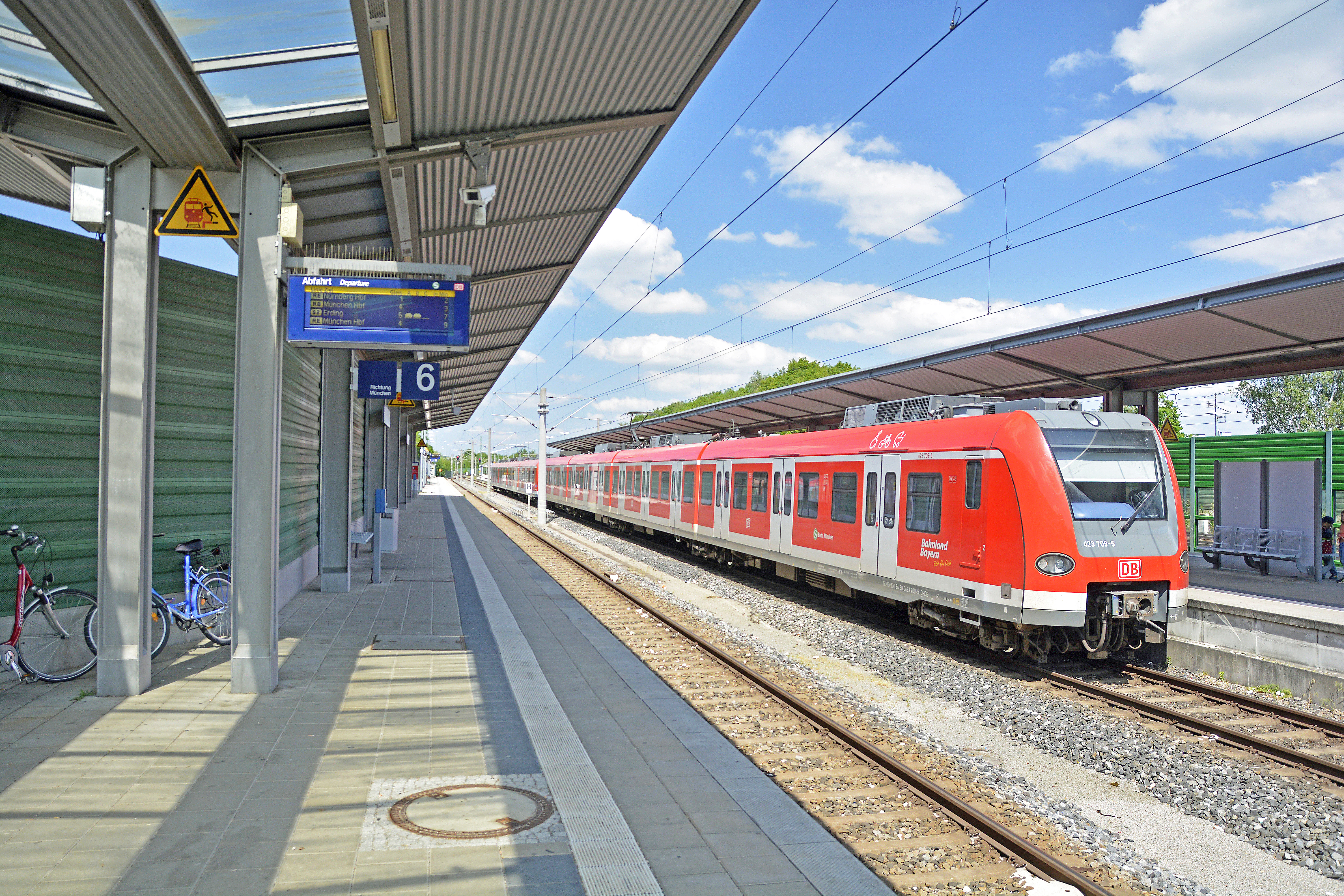
Bahnhof Petershausen

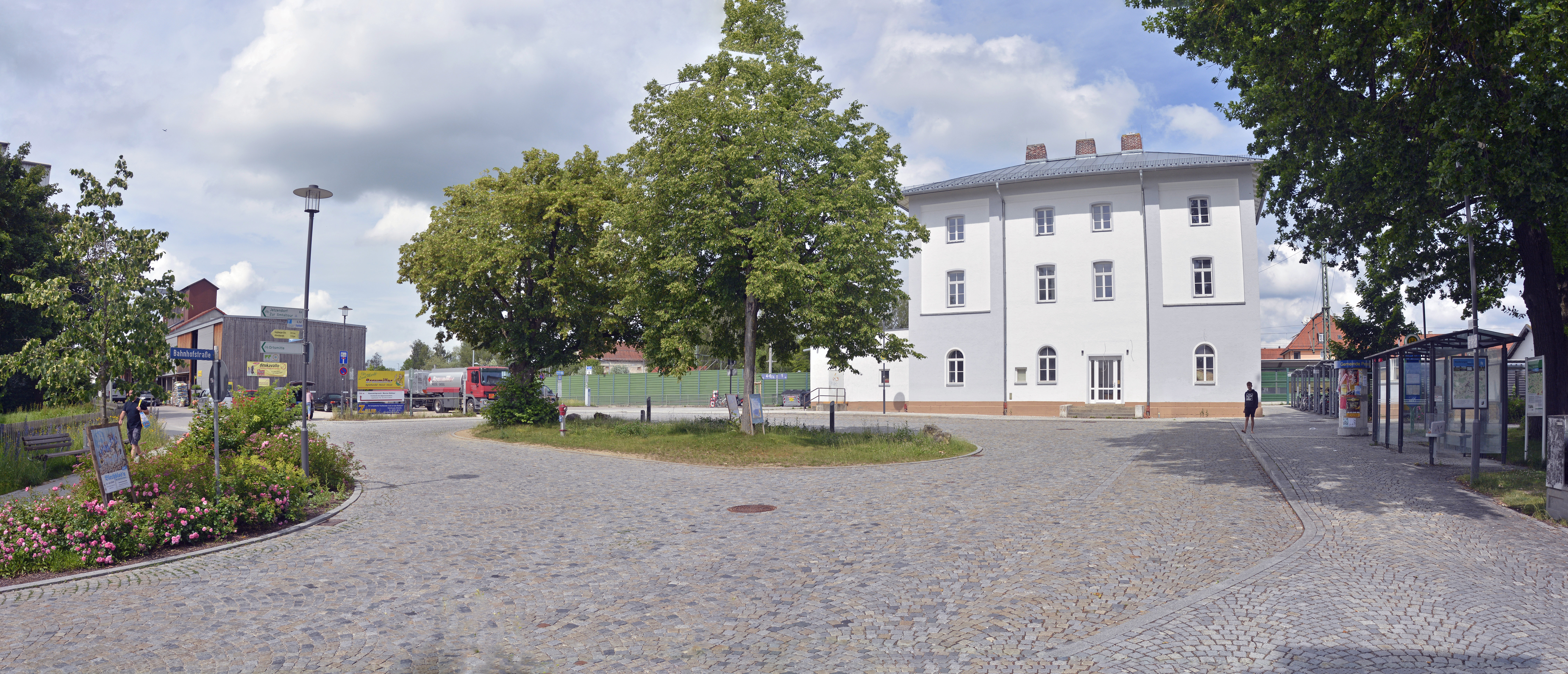
Bahnhofsgebäude mit Vorplatz

1866 hielt hier erstmals die Eisenbahn; heute ist Petershausen die nördliche Endstation der S-Bahn-Linie 2, wird aber auch von Regionalzügen stündlich bis halbstündlich angefahren und liegt an der Bahnstrecke München–Treuchtlingen.
Mit der S2 besteht tagsüber ein 20- oder 40-Minuten-Takt im MVV. Der Bahnhof wird außerdem vom München-Nürnberg-Express und weiteren Regional-Express-Zügen zwischen Ingolstadt und München bedient. Die Fahrzeit zum Hauptbahnhof in München beträgt mit der S-Bahn 39 Minuten, mit der Regionalbahn je nach Verbindung zwischen 19 und 29 Minuten.
| Linie | Linienverlauf |
| ----- | --- |
| S2    | Petershausen – Vierkirchen-Esterhofen – Röhrmoos – Hebertshausen – Dachau / Altomünster – Kleinberghofen – Erdweg – Arnbach – Markt Indersdorf – Niederroth – Schwabhausen – Bachern – Dachau Stadt – Dachau – Karlsfeld – Allach – Untermenzing – Obermenzing – Laim – Hirschgarten – Donnersbergerbrücke – Hackerbrücke – Hauptbahnhof – Karlsplatz (Stachus) – Marienplatz – Isartor – Rosenheimer Platz – Ostbahnhof – Leuchtenbergring – Berg am Laim – Riem – Feldkirchen – Heimstetten – Grub – Poing – Markt Schwaben – Ottenhofen – St. Koloman – Aufhausen – Altenerding – Erding |

Petershausen ist mit sechs Regionalbuslinien des Münchner Verkehrs- und Tarifverbundes und zwei Ruftaxilinien erschlossen. Das Gemeindegebiet liegt in den Tarifzonen 4 und 5.
| Linie | Linienverlauf                                                                              | Verkehrsunternehmen    |
| ----- | ------------------------------------------------------------------------------------------ | ---------------------- |
| 619   | Freising S R – Schönbichl/Eberspoint – Allershausen – Hohenkammer – Petershausen S R       | Boos Bus               |
| 707   | Altomünster S – Tandern – Hilgertshausen – Jetzendorf – Petershausen S R                   | Bayernbus und Boos Bus |
| 728   | Sigmertshausen – Niederroth – Markt Indersdorf S – Weichs – Petershausen S R – Obermarbach | Stanglmeier            |
| 771   | Petershausen P+R Platz S R – Kammerberg – Haimhausen – Lohhof S                            | Omnibusbetrieb Wiesheu |
| 785   | Erdweg S – Markt Indersdorf S – Weichs – Petershausen P+R Platz S R                        | Stanglmeier            |
| 786   | Weißling – Ziegelberg – Petershausen P+R Platz S R                                         | Stanglmeier            |
| 7070  | Petershausen P+R-Platz S R – Hilgertshausen – Tandern                                      | Geldhauser             |
| 7080  | Markt Indersdorf S – Ebersbach – Weichs – Petershausen S R                                 | Geldhauser             |

Durch Petershausen führt der Altbaierische Oxenweg und die Fahrradroute Nürnberg-München.

### Bildung
In Petershausen gibt es folgende Einrichtungen für Kinder und Schüler:
- Grundschule Petershausen (mit Arche Noah Hort)
- Grund- und Mittelschule „Aktive Schule Petershausen“
- Mosaik-Kindergarten Petershausen
- Waldkindergarten Petershausen

Schulbusse verkehren zu den Realschulen in Weichs und Markt Indersdorf sowie zum Gymnasium Markt Indersdorf.

### Wirtschaft
Die Umgebung von Petershausen ist mit Ackerbau und Viehzucht primär landwirtschaftlich geprägt, was auch der Pflug im Wappen ausdrückt. Im Osten und Nordosten liegen Gewerbegebiete mit mittelständischen Industrie- und Handwerksbetrieben.
Seit Oktober 2015 trägt die Gemeinde Petershausen den Titel Fairtrade Gemeinde. Dieser Titel wird verliehen, wenn sich Gemeinden in besonderer Weise für den fairen Handel einsetzen.

## Ehrenbürger
- Jan Simon Fach, Bad Salzschlirf
- Johann Hammerl, Kollbach
- Josef Hefele, Kollbach
- Ferdinand Ostermair, Petershausen
- Stefan Pfister, Petershausen
- Ludwig Zins, Petershausen
- Robert Götz, Petershausen
- Wolfgang Stadler, Petershausen